# Sancho al VI-lea al Navarei
Sancho al VI-lea (n. 21 aprilie 1132 – d. 27 iunie 1194, Navarrería⁠(d), Navarra, Spania) numit și cel Înțelept, a fost regele Navarei din 1150 până la moartea sa în 1194. A fost fiul regelui Garcia Ramirez al Navarei și a reginei Margareta de L'Aigle, și a fost primul carea avea să guverneze cu titlul de Rege al Navarei, renunțând la titulatura Pamplonei.
Domnia sa a fost plină de ciocniri cu Castilia și Aragon. El a fost un fondator monarhal și a făcut multe realizări arhitecturale. El este responsabil pentru aducerea Împărăției lui în orbita politică a Europei. A încercat să repare granițele regatului său, care fuseseră reduse la tratatele de la Tudején și Carrión, pe care el a fost forțat să le semneze cu Castilia și Aragon, în timpul domniei sale timpurii. Prin Acordul de Soria, Castilia a confirmat în cele din urmă posesia teritoriilor sale cucerite. El a fost ostil cu Raymond Berengar al IV-lea de Aragon, însă fiul lui Raymond, Alfonso al II-lea, a împărțit terenurile luate de la Murcia prin tratatul de la Cazorla în 1179. În 1190, cele două tari vecine au semnat un nou pact la Borja, pentru protecție reciprocă împotriva expansiunii castiliane. Sancho a murit pe 27 iunie 1194, în Pamplona.
1. ↑  The Peerage